# Седлиський замок
Седлиський замок (пол. Zamek w Siedlisku, нім. Schloss Carolath) — руїни замку, розташовані у селі Седлисько у гміні Седлисько Новосольського повіту Любуського воєводства в Польщі.

## Історія

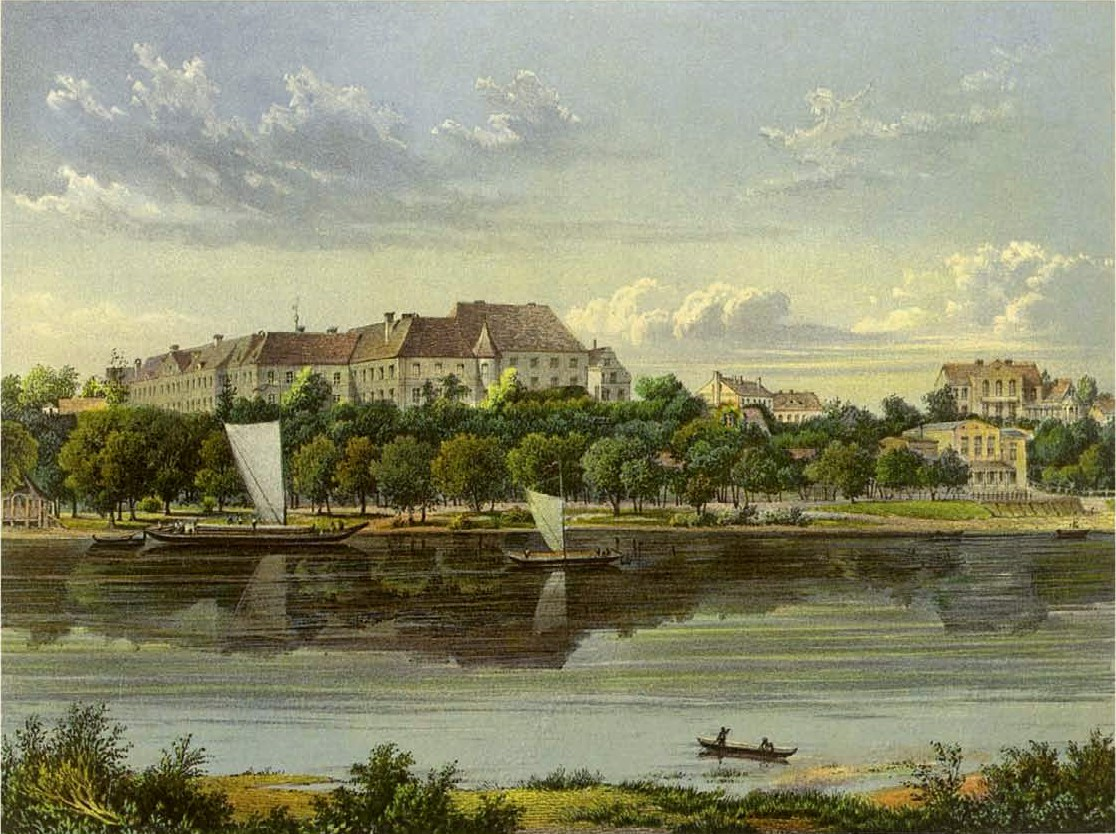
Вигляд замку між 1857 та 1883 роками, із колекції Александра Дункера

Замок у Седлиську вперше було згадано у 1298 році.
У 1550—1560 роках Франц Рехенберг збудував на місці попередніх укріплень у Седлиську мурований замок. Будинок було споруджено з кругляка та цегли, але, ймовірно, через занадто в'язкий ґрунт стіни споруди почали тріскатися, загрожуючи обвалом. Щоб цього не допустити, їх зміцнили дерев'яними балками. У 1597 році, один з чергових власників замку Георг фон Шьонайх (1557—1619) підписав договір про будівництво замку з Мельхіором Декгардтом, будівельником з Легниці. Будівництво розпочалося навесні 1598 року. У 1600 році було завершено східне крило (в якому розміщувалася, серед іншого, репрезентаційна зала з 40 портретами королів). Потім збудували південне крило (з репрезентаційною залою, яку ще називали княжою або бальною, на нижньому поверсі, зі склепінням, опертим на 12 колонах) та надбрамний будинок (у якому містилася бібліотека та арсенал). Над входом до надбрамного будинку розмістили картуш із гербами фон Шьонайхів (зліва) та фон Ландскронів (праворуч). У 1601 році будинок згорів під час пожежі. У травні 1612 року вроцлавський фортифікатор Валенти фон Зебіш виконав вимірювальні плани бастіонних укріплень. Їх реалізував протягом наступних двох років Андреас Гінденбергер з Гойераверта. У 1618 році було споруджено замкову каплицю, розташовану у східному крилі. Каплицю побудували на прямокутному плані розмірами 19,3 × 15,1 м та замкнуто зі сходу напівкруглою апсидою. Це була перша в Сілезії замкова каплиця побудована як протестантський лекторій.
У першій чверті XVIII століття архітектор Вагнер з Кожухова побудував західне та північне крила замку, які замкнули замкове подвір'я (розмірами 46 × 56 м). Фасади нових крил прикрасили пілястрами та карнизами, над входом у західне крило збудували картуш із датою 1715 рік. 24 серпня 1757 року було завершено будівництво мосту, що вів до в'їзної брами. Нижню частину балюстради моста прикрасили різьбленнями міфічних постатей і двома геральдичними левами зі щитами.
У 1865—1875 роках середню частину південного крила перебудували в неоренесансному стилі та розпланували сад з фонтанами; на осі північного крила збудували переїзд, що провадив на господарське подвір'я, де в другій половині XIX століття спорудили стайні та інші господарські будинки.
У квітні 1945 роки замок спалили радянські війська, при цьому збереглися каплиця та надбрамний будинок. У 1964—1974 роках замок очистили від сміття та частково відбудували.

## Сучасність
У серпні 2003 року замок викупив житель міста Нова Суль. У 2007 році він продав його італійському громадянину, президенту фірми «Аркобалено» Джуліо Піантіні. Нинішній власник планує відбудувати замок і використовувати його як готель і конференц-центр.

## Світлини

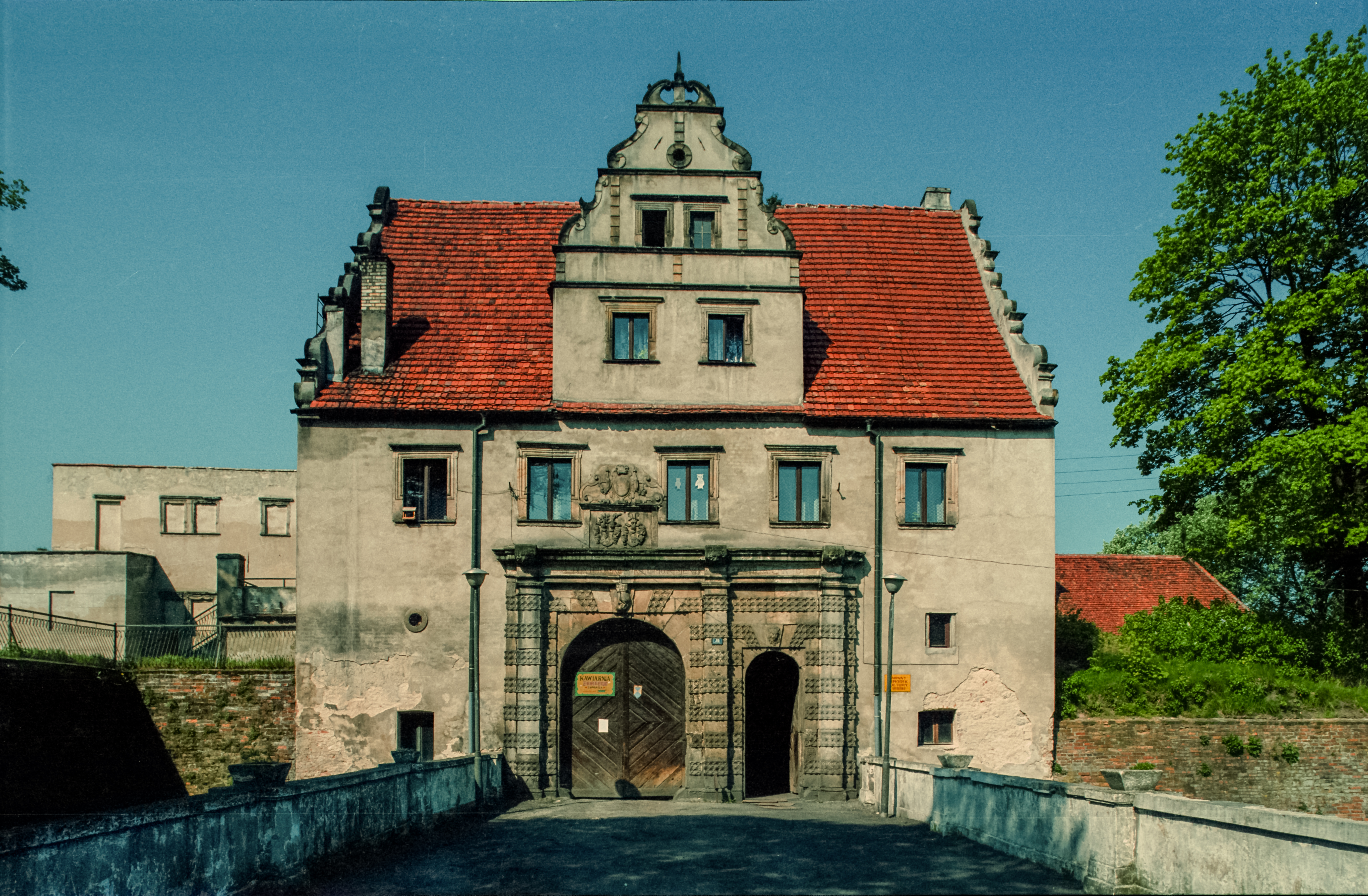
Надбрамний будинок
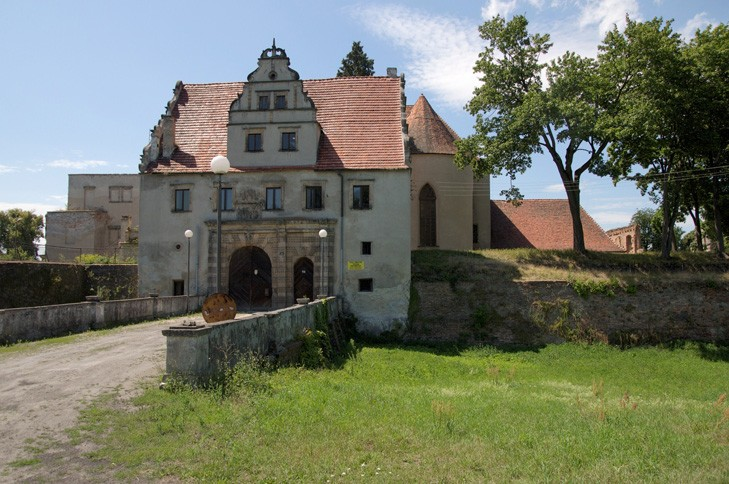
Надбрамний будинок
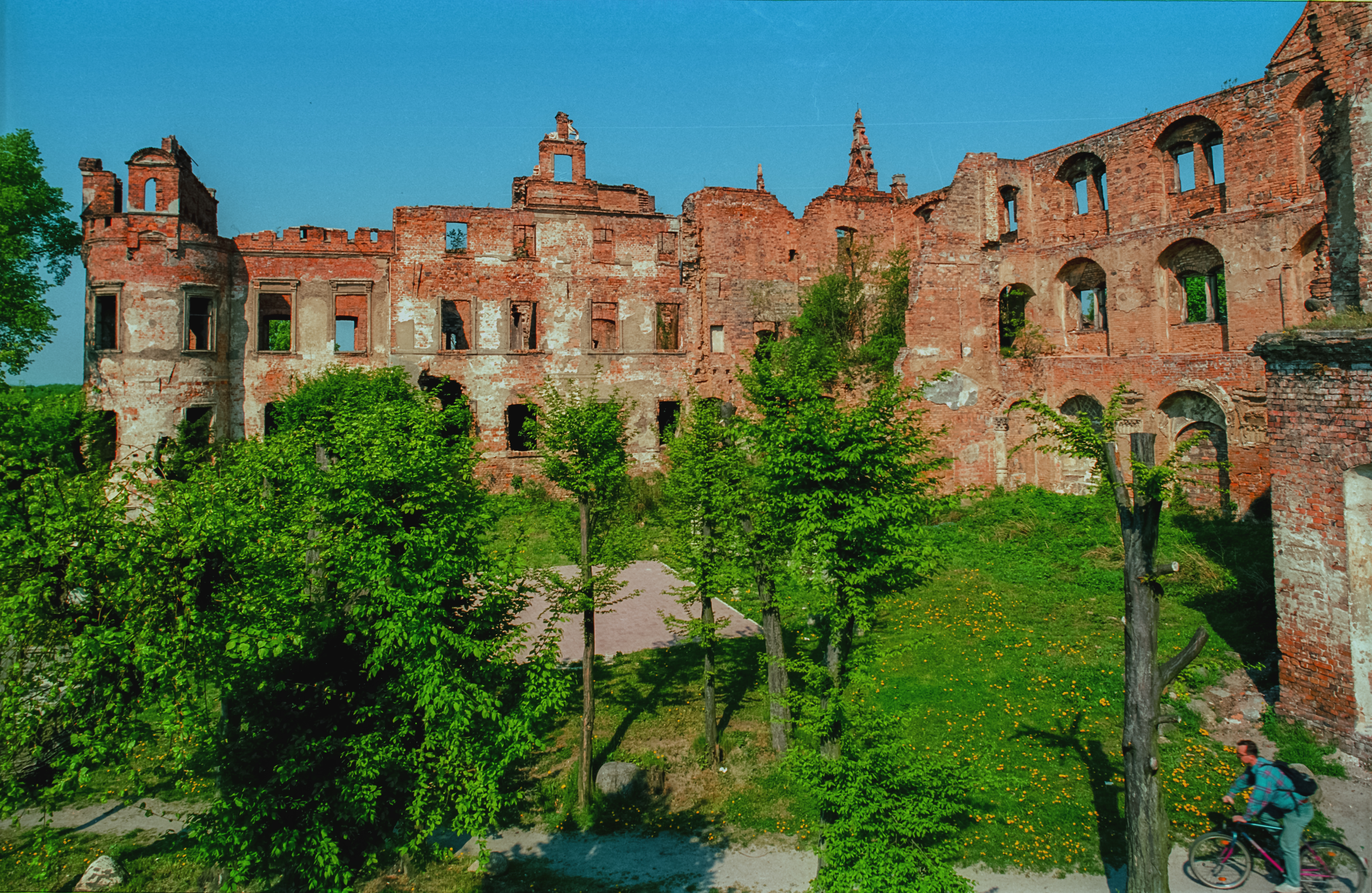
Руїни замку
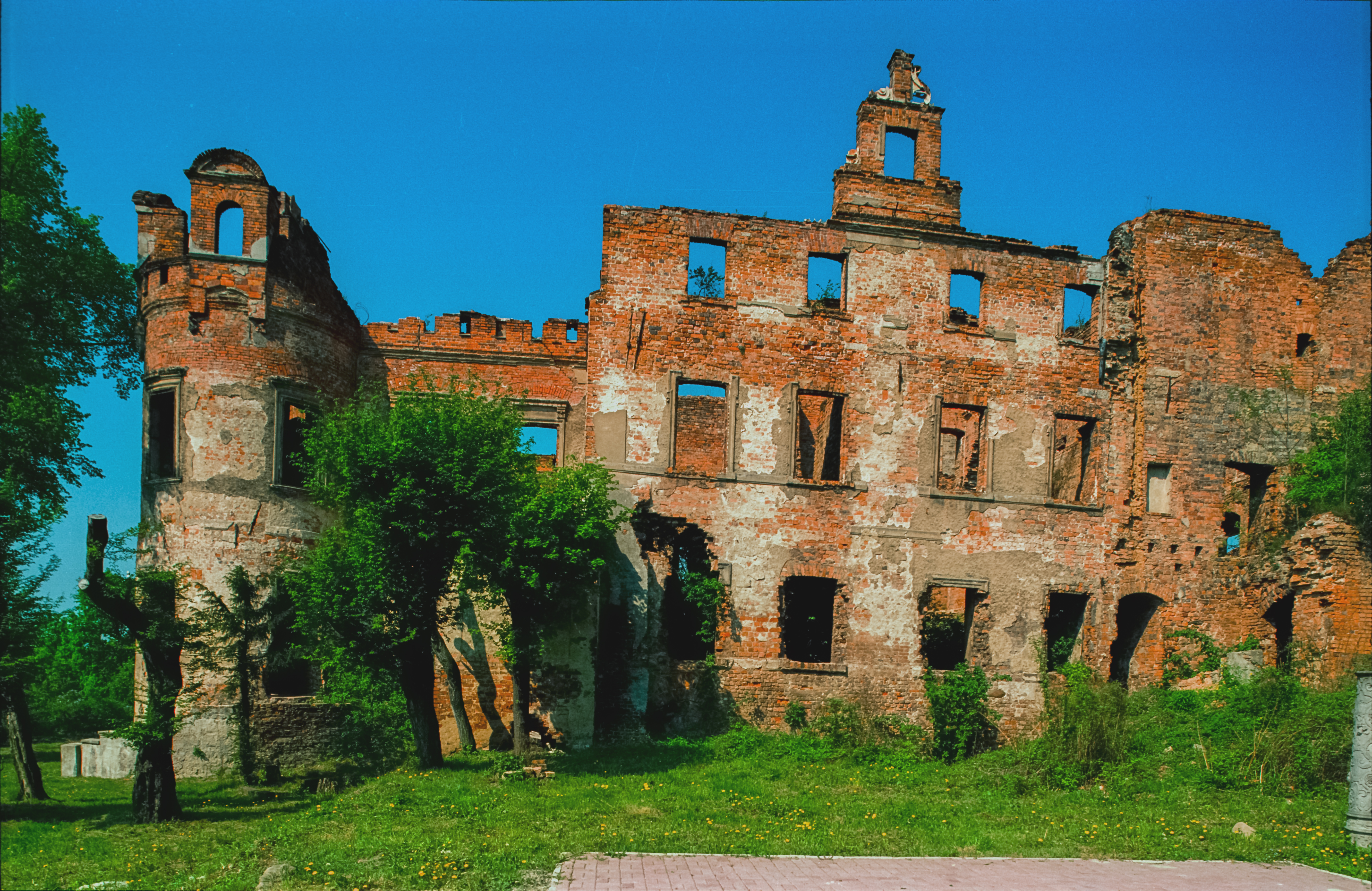
Руїни замку
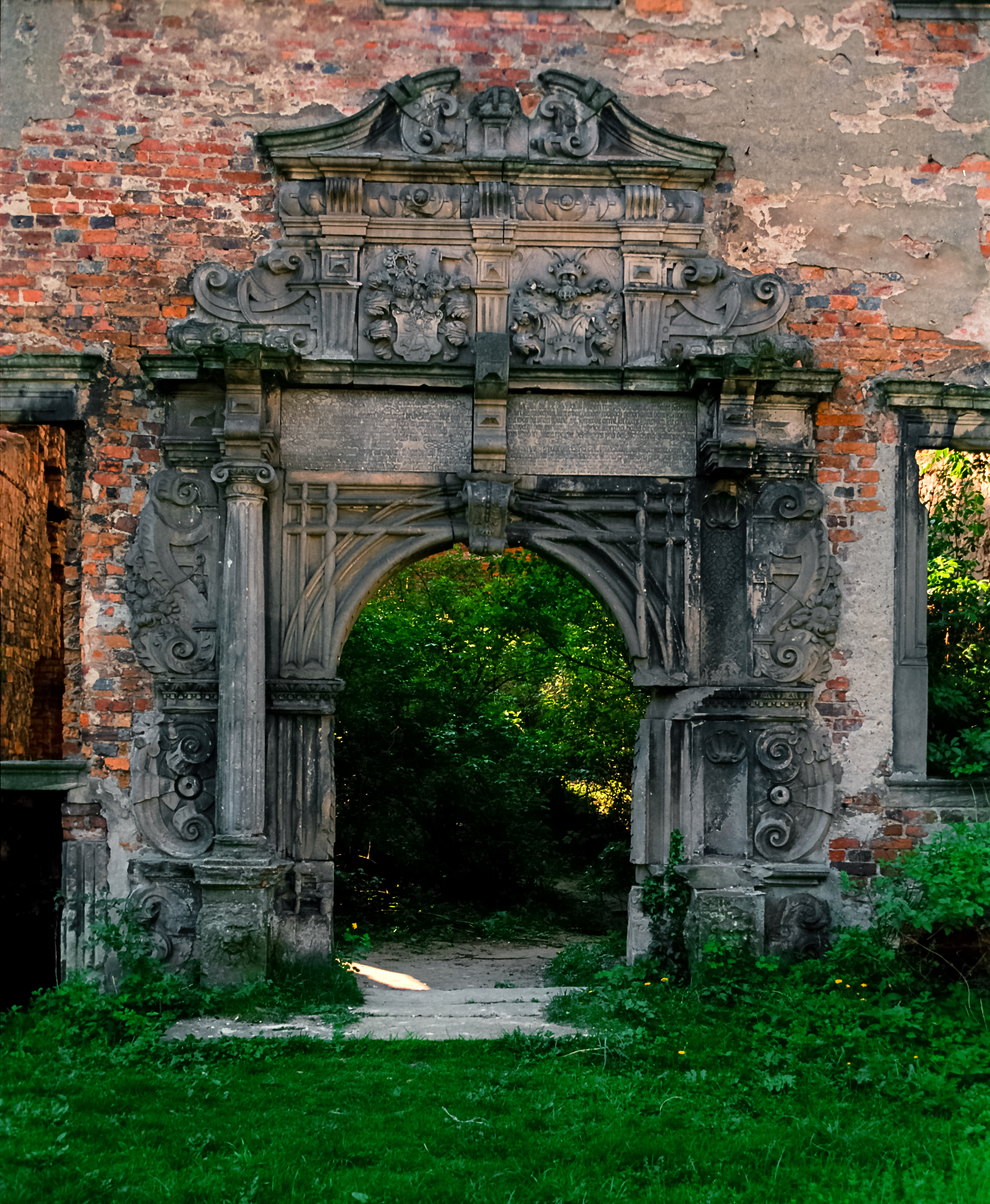
Портал у північному крилі замку
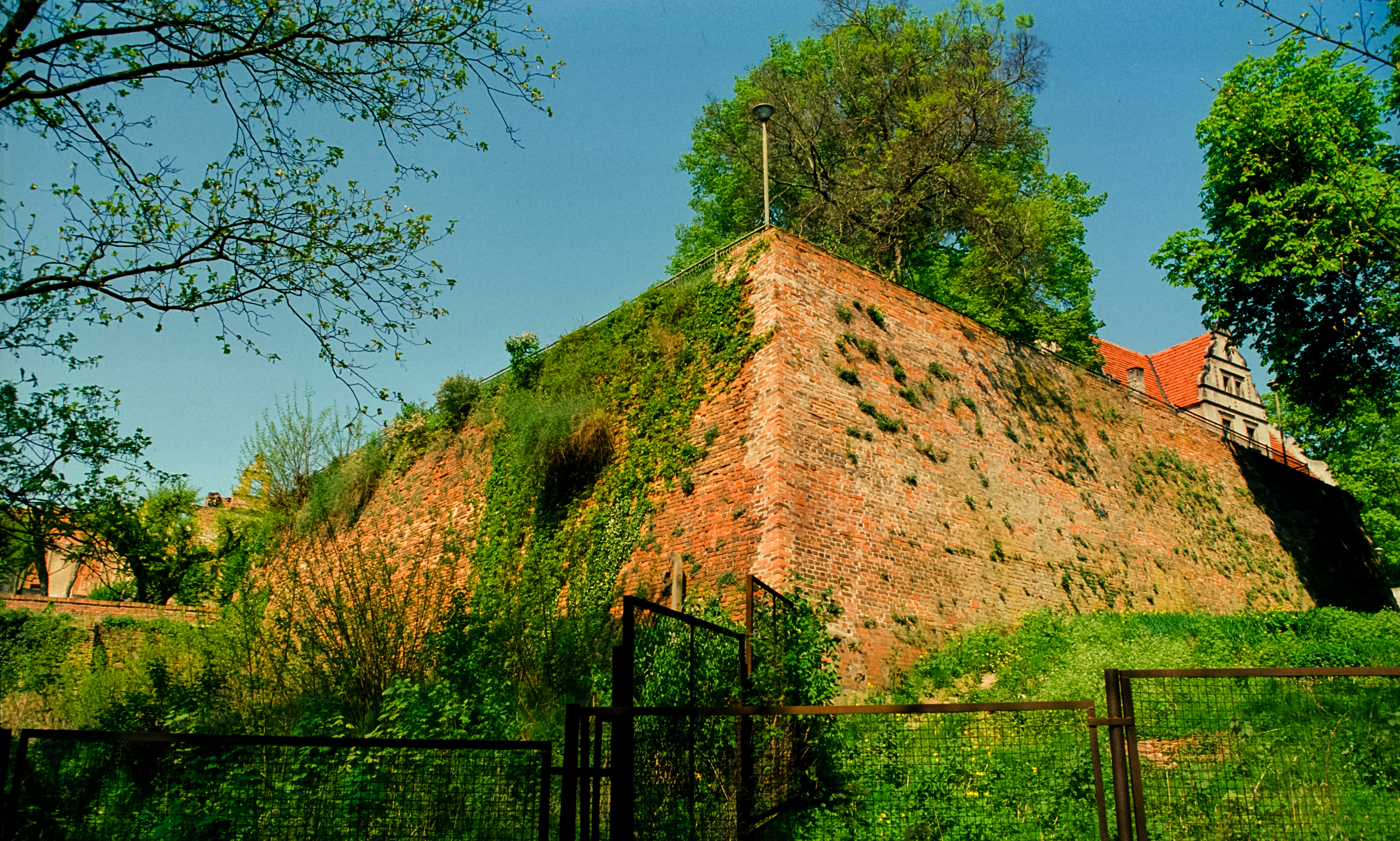
Замковий бастіон